# Anahí
Anahí Giovanna Puente Portilla (Ciudad de Mexico, 14. svibnja 1983.) poznatija kao Anahí, meksička je glumica i pjevačica.

## Rani život
Anahí je rođena 14. svibnja 1983. godine u Meksiku. Njezini roditelji su Enrique Puente i Marichelo Portilla. Ima sestru Marichelo, polusestru Dianu i nećakinju Anu Paulu. Već od malih nogu se pojavljuje u brojnim reklamama i dječjim emisijama. Španjolskog je porijekla.

## Glumačka karijera
Anahí je dosad glumila u desetak filmova u kojima nije ostvarila veći uspjeh. Široj publici se približila u seriji Clase 406 u kojoj je tumačila jedan od glavnih likova. Zanimljivo je da se u toj seriji pojavljuju gotovo svi glavni glumci iz serije Rebelde te grupe RBD: Anahí, Alfonso Herrera, Dulce María i Christian Chávez.
2004. Anahí dobiva jednu od glavnih uloga u seriji Rebelde, ulogu Míe Colucci i stječe svjetsku slavu. Nakon završetka snimanja serije 2006. Anahí je glumila zajedno sa svojim kolegama iz RBD-a u seriji RBD: La Familia i to 2007. godine. Bilo je najavljivano da će se pojaviti u serijama Verano de Amor i Sortilegio. U seriji Verano de Amor trebala je glumiti glavnu ulogu ali je odbila, zato su ulogu dodijelili kolegici Dulce Maríji, a ulogu u seriji Sortilegio izgubila je jer su je producenti dali glumici Jacqueline Bracamontes.
2011. godine je prihvatila ulogu u telenoveli Dos Hogares (Dvije kuće) kao Angelica Estrada. Za Anahí je glumačka karijera gotova, raskinula je ugovor s poznatom producentskom kućom Televisa. Izjavila je da su razlog raskidu ugovora s Televisom nadolazeće obaveze koje će imati jer će biti prva dama države Chiapas i želi se potpuno posvetiti pjevačkoj karijeri.

## Pjevačka karijera
Anahí je 1996. izdala svoj prvi samostalni album. Do 2008. snimila je još dva. Zbog uspjeha koji je postigla serija Rebelde, producenti su odlučili sastav RBD iz serije pretvoriti u stvarnost. Zahvaljujući njima, stvoren je jedan od najuspješnijih sastava u povijesti glazbe. RBD je prodao više od 15 milijuna albuma i održao nekoliko velikih svjetskih turneja. Svjetska senzacija, kako su ponekad zvali sastav, raspao se 2009. godine. Anahí je nakon toga izdala novi album Mi Delirio 24. studenoga 2009. godine.
Nakon turneje Mi Delirio World Tour započela je i nastavak turneje Mi Delirio World Tour pod nazivom Mi Delirio World Tour Reloaded s kojom je 19. prosinca 2010. nastupila u klubu Aquarius u Zagrebu.
Pjesma "Libertad", koju je snimila s bivšim članom RBD-a Christianom Chávezom, objavljena je u ožujku 2011. godine te je brzo stekla popularnost među obožavateljima.
Za telenovelu Dos Hogares snimila je pjesme „Dividida” i „Rendirme en tu amor”, koju izvodi zajedno s glumcem Carlosom Ponceom.
Dana 4. siječnja 2013. objavljen je njezin novi singl „Absurda”.
U svibnju 2015. godine, Anahí je objavila pjesmu «Están ahí» ("Ovdje su") kao znak zahvalnosti njezinim obožavateljima koji su cijelo vrijeme bili uz nju, usprkos glazbenoj stanci.
Dana 10. srpnja 2015. potvrdila je svoj povratak glazbi nizom intervjua u glazbene vode i 16. srpnja 2015. na nagradama Premios Juventud je prvi put predstavljen novi singl "Rumba" u duetu s portorikanskim reggaeton pjevačem Wisinom, koja će biti uključena na njezin novi album, čije je izdanje planirano za listopad.

## Privatni život
Po uzoru na njezin lik iz serije Rebelde 2007. godine proizvedena je lutka Barbie.
Tijekom snimanja serije Rebelde Anahí je bila u desetomjesečnoj vezi s Christopherom Uckermanom. Dok je popularna grupa RBD još postojala šuškalo se da između nje i Alfonsa Herrera postoji veza no to su samo bili medijski tračevi.2008. godine je bila u vezi s Rodrigom Ruizom de Teresa trebali su se vjenčati no zaruke su raskinute.Od 9 mjeseca 2011. godine je u vezi s meksičkim guvernerom države Chiapas,zaručeni su.
Prije nego što je postala planetarno popularna, Anahí je bolovala od anoreksije i bulimije. Jednom je čak doživjela kliničku smrt, na 8 sekundi srce joj je prestalo kucati, ali se na kraju izvukla. Uz potporu meksičke TV kuće Televise, Anahí je 2008. godine pokrenula kampanju za svijest o anoreksiji i bulimiji.
6.listopada 2011. godine je odobrena kao veleposlanica mira u međunarodnoj kampanji fondacije Non Violence. Anahí je dizajnirala svoju vlastitu skulpturu i sudjeluje u kampanji 
zahvaljujući svojim porukama o ljubavi i miru za Meksiko, Brazil te za ostatak svijeta.
2012. godine na Olimpijskim igrama u Londonu zajedno će s ostalim veleposlanicima mira predstaviti svoju figuru (Pištolji za mir) na svjetskoj izložbi.
Prema časopisu Maxim, nalazi se na listi 100 najljepših žena u svijetu. (HOT 100 - 2012.: The definitive list of the world's most beautiful women).
U ožujku 2015. godine udala se za guvernera Chiapasa Manuela Velasca.

## Diskografija
Solistički albumi
- Anahí (1992.)
- ¿Hoy Es Mañana? (1996.)
- Anclado En Mi Corazón (1997.)
- Baby Blue (2000.)
- Mi Delirio (2009.)
- Mi Delirio Deluxe Edition (2010.)
- Inesperado (2016.)

Kompilacijski albumi
- Antología (2005.)
- Una rebelde en solitario (2006.)
- Antes de ser rebelde (2007.)

s RBD
- 2004: Rebelde (album)
- 2005: Nuestro Amor
- 2006: Celestial
- 2006-2007: Rebels
- 2007: Empezar Desde Cero
- 2008: Best of RBD
- 2009: Para Olvidarte De Mi

## Singlovi
- 1996.: "Descontrolándote"
- 1996.: "Corazón de bombón"
- 1996.: "Por volverte a ver"
- 1997.: "Anclado en mi corazón"
- 1997.: "Escándalo"
- 2000.: "Primer amor"
- 2001.: "Superenamorándome"
- 2001.: "Juntos" (ft. Kuno Becker)
- 2001.: "Desesperadamente sola"
- 2001.: "Tu amor cayó del cielo"
- 2009.: "Mi delirio"
- 2010.: "Quiero"
- 2010.: "Me hipnotizas"
- 2010.: "Alérgico"
- 2011.: "Para Qué"
- 2011.: "Dividida"
- 2013.: "Absurda"
- 2015.: "Están Ahí"
- 2015.: "Rumba" (ft. Wisin)
- 2015.: "Boom Cha" (ft. Zuzuca Poderosa)
- 2016.: "Eres" (ft. Julion Alvarez)
- 2016.: "Amnesia"

Suradnja:
- 2009.: "El regalo más grande" (ft. Dulce María i Tiziano Ferro)
- 2010.: "Alérgico" (ft. Renne)
- 2011.: "Alérgico" (ft. Noel Schajris)
- 2011.: "Libertad" (ft.Christian Chávez)
- 2011.: "Click" (ft. Moderatto i Miranda)
- 2011.: "Rendirme en Tu Amor" (ft. Carlos Ponce)

## Turneje
- 2009: El Universo Conspira: Pocket Show
- 2009-11: Mi Delirio World Tour/ Mi Delirio World Tour Reloaded/ Go Any Go

## Filmografija
- Telenovele
  - Carrusel - Paty (1989.)
  - La pícara soñadora - Vendedora (1991.)
  - Madres egoístas - Gaby (1991.)
  - Muchachitas - Betty (1991.)
  - Ángeles sin paraíso - Claudia (1992.)
  - Alondra - Margarita (1995.)
  - Tú y yo - Melissa (1996.)
  - Mi pequeña traviesa - Samantha (1997.)
  - Vivo por Elena - Talita (1998.)
  - Gotita de amor - Nuria (1998.)
  - El diario de Daniela - Adela Monroy (1999.)
  - Mujeres engañadas - Jessica Duarte (1999.)
  - Primer amor - Jovanna Luna (2000.)
  - Clase 406 - Jessica Riquelme (2002.)
  - Rebelde - Mía Colucci (2004.- 2006.)
  - Dos hogares - Angelica Estrada  (2011.- 2012.)
- Televizijske serije
  - Chiquilladas (1986.)
  - La telaraña  (1986.)
  - Súper ondas (1989.)
  - Mujer, casos de la vida real
  - Hora marcada
  - Adicción R (2005.)
  - Skimo (2007.)
  - RBD: La familia (2007.)
- Filmovi
  - Asesinato a sangre fría (1989.)
  - Había una vez una estrella (1989.)
  - Nacidos para morir (1991.)
  - El ganador (1992.)
  - No me defiendas compadre (1992.)
  - Inesperado amor (1999.)

## Vanjske poveznice
- Službena stranica  Arhivirana inačica izvorne stranice od 29. lipnja 2019. (Wayback Machine)